# Lipoproteína de muito baixa densidade
Lipoproteínas de muito baixa densidade, mais conhecidas pela sigla VLDL (do inglês Very Low Density Lipoprotein), são partículas grandes, porém menores do que as partículas dos quilomícrons produzidas no fígado. São constituídas por 50% de triglicerídeos, 40% de colesterol e fosfolipídios e 10% de proteínas, principalmente Apo B-100, Apo C e alguma Apo E. Têm como função o transporte dos triglicerídeos endógenos e do colesterol para os tecidos periféricos para serem armazenados ou utilizados como fonte de energia. Assim como os quilomícrons, são capazes de turvar o soro.